# Rehana Popal
Rehana Popal (5 de mayo de 1989) es una abogada afgana especializada en inmigración y derecho civil. Se convirtió en la primera mujer de ascendencia afgana en ocupa el cargo de abogada en Inglaterra y Gales.

## Trayectoria
Su familia se refugió en Reino Unido cuando ella tenía cinco años. Su madre, con ella y tres hermanos, huyó cuando los talibanes tomaron el control del país por primera vez. Estudió Política Internacional y Derecho y ejerció como abogada en Inglaterra y Gales. En 2018 denunció que un cliente renunció a ser defendido por ella ya que quería a un hombre blanco. En 2021 ayudó a intérpretes y traductores que habían trabajado para las fuerzas armadas y que quedaron abandonados en Afganistán por la huida de las tropas de la OTAN. Consiguió sacar del país a, al menos, 12 personas.

## Reconocimiento
El 19 de noviembre de 2019 fue nombra Abogada del año en los Premios First 100 Years 'Inspirational Women in Law' que reconocen a la mujeres líderes en la abogacía. La BBC la incluyó entre las 100 mujeres más inspiradoras de 2021.